# Abram Solomonowitsch Gurwitsch
Abram Solomonowitsch Gurwitsch (russisch Абрам Соломонович Гурвич; * 30. Januarjul. / 11. Februar 1897greg. in Baku; † 18. November 1962 in Moskau) war ein sowjetischer Literaturwissenschaftler, Theaterkritiker und Schachkomponist.
Gurwitsch war Mitglied des Schriftstellerverbandes der UdSSR. Er war hochangesehener Literatur- und Theaterkritiker.
In seiner Freizeit schuf er mehr als 80 Schachstudien, von denen zwölf einen ersten Preis erhielten. Er gewann unter anderem die 6. Schachkompositionsmeisterschaft der UdSSR im Jahr 1962. Matt, Umwandlung in Leichtfiguren sowie positionelles Remis waren typische Themen seiner Werke.
Gurwitsch wurde 1956 zum Internationalen Schiedsrichter für Schachkomposition ernannt. Im Jahr 1957 erhielt er die Auszeichnung Meister des Sports der UdSSR. 1961 beschäftigte er sich in seinem Artikel Schachpoesie eingehend mit der Ästhetik der Schachstudie. Eine erweiterte Fassung seines Aufsatzes Schachmatnaja poesija wurde von Werner Speckmann nach einem Treffen mit Gurwitsch im September 1961 ins Deutsche übersetzt und bearbeitet und erschien nach Gurwitschs Tod als Hauptteil des Buches Meisterwerke der Endspielkunst.
|   | a | b | c | d | e | f | g | h |   |
| 8 |   |   |   |   |   |   |   |   | 8 |
| 7 |   |   |   |   |   |   |   |   | 7 |
| 6 |   |   |   |   |   |   |   |   | 6 |
| 5 |   |   |   |   |   |   |   |   | 5 |
| 4 |   |   |   |   |   |   |   |   | 4 |
| 3 |   |   |   |   |   |   |   |   | 3 |
| 2 |   |   |   |   |   |   |   |   | 2 |
| 1 |   |   |   |   |   |   |   |   | 1 |
|   | a | b | c | d | e | f | g | h |   |

  Lösung:

  1. Tb2–d2+ Kd8–c8

  2. Sb5–a7+ Kc8–b8

  3. Sa7–c6+ Kb8–c7

  4. Sa1–c2 Kc7xc6

  5. Sc2–d4+ Kc6–b6

  6. Td2–b2+ Kb6–a7

  7. Sd4–c6+ Ka7–a8

  8. Tb2–b6! Tf4–a4

  9. Kd1–c2 Ta4xa3

10. Kc2–b1!! Ta3–a4

11. Kb1–b2 Ta4–a5

12. Sc6xa5 Sb7xa5

13. Tb6xa6+ Ka8–b7

14. Ta6xa5 und Weiß gewinnt.